# Pivovar Říčany
Pivovar Říčany stával v obci Říčany v okrese Brno-venkov.

## Historie
První písemná zmínka o říčanském pivovaru pochází z roku 1642, kdy Octavio Piccolomini vydal příkaz, aby panství s pivovarem nebylo za války pleněno. Jinak máme o pivovaru velmi málo zpráv. Stával v areálu panského dvora a pivo bylo odtud vyváženo do Veverské Bitýšky, Hvozdce a Německých Knínic. Kdy skončil provoz pivovaru není přesně známo, pravděpodobně však mezi lety 1869-1877. Od roku 1877 sloužil objekt jako sladovna, která ukončila provoz ve 20. letech 20. století. V roce 1928 připadla budova se sklepem a pozemkem lihovarskému a zemědělskému družstvu a od roku 1929 zde fungoval lihovar. Budova bývalého lihovaru byla zbořena před rokem 1989.